# Powstawanie galaktyk
Powstawanie galaktyk i ich późniejsza ewolucja jest tematem wielu konkurujących hipotez, w których próbuje się połączyć znane z nocnego nieba typy morfologiczne galaktyk w spójne „scenariusze” uwzględniające całą ich różnorodność. Tematami ściśle związanymi z tym zagadnieniem są m.in. powstawanie gwiazd, scenariusz Wielkiego Wybuchu oraz wielkoskalowe struktury Wszechświata (np. gromady galaktyk).

## Typy galaktyk
Najpopularniejsza klasyfikacja została opracowana przez Edwina Hubble’a i dostarcza pożytecznych informacji na temat wzajemnych podobieństw między typami galaktyk.
Leżące po lewej stronie schematu galaktyki eliptyczne są kulistymi (E0) lub eliptycznymi (E1-E7) zgromadzeniami gwiazd, nie poruszających się w żaden zorganizowany sposób. Dynamikę gwiazd w tego typu galaktykach porównuje się czasem do chaotycznego ruchu cząsteczek gazu. Na drugim krańcu wykresu leżą galaktyki spiralne (zwykłe: S lub z poprzeczką: SB), cechujące się mniej lub bardziej wyraźną strukturą spiralną. Gwiazdy rozłożone są tu mniej więcej równomiernie w płaskim dysku i okrążają centrum galaktyki, podobnie jak planety okrążają gwiazdę w układzie planetarnym. Charakterystyczne spiralne ramiona to obszary o podwyższonej aktywności gwiazdotwórczej, które są z tego powodu jaśniejsze od swego otoczenia. Formą pod pewnymi względami przejściową są galaktyki soczewkowate (S0), posiadające dysk, jednak nie wykazujące obecności ramion spiralnych. Osobną klasę tworzą nieuwzględnione na schemacie galaktyki nieregularne (Irr), nie wykazujące symetrii typowych dla opisanych wyżej klas. Oprócz tego mówi się także o galaktykach karłowatych: kryterium stanowi tu wyłącznie rozmiar, wyróżnia się więc galaktyki karłowate eliptyczne, spiralne itd.
Ważną cechą galaktyk jest wiek wchodzących w jej skład gwiazd oraz zawartość gazu międzygwiezdnego. Właściwości te są ze sobą silnie powiązane: ponieważ gwiazdy powstają z zapadającej się grawitacyjnie chmury wzbogaconego wodoru, galaktyki posiadające duże zapasy tego gazu cechuje również stała aktywność gwiazdotwórcza lub choćby taki potencjał. Z drugiej strony istnieją również galaktyki „stare”, w których ze względu na niewielką ilość niezwiązanego gazu nie dochodzi współcześnie do procesów gwiazdotwórczych, przez co obserwuje się w nich głównie gwiazdy powstałe dawno temu. Galaktyki eliptyczne mają więc relatywnie „stare” populacje gwiazd w porównaniu z galaktykami spiralnymi i nieregularnymi (łatwo zresztą wywnioskować „młodość” galaktyk spiralnych, skoro ramiona spiralne definiuje się jako regiony, w których powstaje obecnie znaczna ilość gwiazd).

## Powstawanie i ewolucja galaktyk
Historia galaktyk rozpoczyna się w momencie, w którym wypełniająca Wszechświat materia zaczęła skupiać się w lokalne zagęszczenia: w największej skali są to supergromady galaktyk, w najmniejszej: one same. Powstanie pierwszego pokolenia galaktyk nastąpiło prawdopodobnie w stosunkowo wczesnej epoce kosmicznej; najstarsze zaobserwowane galaktyki znajdują się w odległości ponad 10 miliardów lat świetlnych, co odpowiada okresowi, w którym Wszechświat miał dopiero kilka miliardów lat. Przypuszczalnie znaczny wpływ na morfologię galaktyki ma środowisko, w jakim się narodziła. Warto w tym kontekście przywołać raz jeszcze podstawową różnicę między galaktykami eliptycznymi a spiralnymi: o ile te pierwsze cechują się przypadkowym rozkładem gwiazd, drugie są układami silnie uporządkowanymi i tym samym podatnymi na zaburzenia. Amerykański astrofizyk A. Dressler opublikował w 1980 pracę, w której wykrył
interesującą zależność między gęstością galaktyk w przestrzeni („zatłoczeniu” przestrzeni galaktykami) a ich typami morfologicznymi (ang. morphology-density relation). Okazało się, że w obszarach o wysokiej gęstości dominującym typem są galaktyki eliptyczne i soczewkowate przy niemal całkowitym braku galaktyk spiralnych. Z drugiej zaś strony przeważająca większość galaktyk spiralnych znajduje się w regionach Kosmosu o niewielkiej gęstości; przykładem może być Grupa Lokalna Galaktyk. Efekt ten można wytłumaczyć, jeśli przyjmie się, że oddziaływania między galaktykami powodują zaburzenie ich struktury i wytrącenie gwiazd z ich orbit: efektem może być np. powstanie galaktyki eliptycznej ze spiralnej. W czasie tego procesu następuje relatywnie szybkie przekształcenie całego dostępnego zapasu wodoru w gwiazdy: przesuwające się wobec siebie masy gwiazd i gazu powodują wytrącanie się środowiska galaktycznego z równowagi, co sprzyja formowaniu się gwiazd. Z drugiej strony w regionach o niewielkim „zatłoczeniu” galaktyki mogą swobodnie formować się w kształt dysku i tym samym stabilnie przekształcać dostępne zasoby gazu w kolejne pokolenia gwiazd.
Numeryczne symulacje komputerowe potwierdzają punkt widzenia, zgodnie z którym początkowo jednorodna chmura gazu poddana działaniu grawitacji może uformować galaktykę dyskową (podobne symulacje przewidują spontaniczne powstawanie układów planetarnych). Inne symulacje były również w stanie odtworzyć zjawisko dezintegracji struktury spiralnej pod wpływem zaburzenia grawitacyjnego, spowodowanego np. przejściem w pobliżu innej galaktyki. Nietrudno sobie wyobrazić, że galaktyki nieregularne są przykładem na galaktyki, których struktura została zniekształcona – być może dalszym losem tych obiektów jest transformacja w galaktyki eliptyczne?
W największym skrócie (i uproszczeniu) opisywany model przedstawia się więc następująco:
1. Galaktyki eliptyczne powstają w regionach o dużym zagęszczeniu, gdzie nie ma szans na niezakłócony rozwój. W czasie ich powstawania w wyniku jednorazowego wytrącenia z równowagi gazu galaktycznego następuje powstanie znacznej ilości gwiazd, które od tego momentu chaotycznie orbitują wokół wspólnego środka ciężkości.
2. Galaktyki soczewkowate i spiralne powstają tam, gdzie zapadająca się grawitacyjnie chmura gazu może swobodnie formować stabilny dysk. Być może struktura spiralna wytwarza się samoistnie po pewnym czasie z „gładkiego” dysku galaktyki soczewkowatej, a być może do jej uformowania spełnione muszą zostać jakieś inne specyficzne wymagania.
3. Galaktyki nieregularne są etapem przejściowym: powstają w wyniku zaburzenia struktury galaktyki dyskowej przez oddziaływanie grawitacyjne innego obiektu astrofizycznego.

## Problemy i pytania
Do powyższego uproszczonego scenariusza należy włączyć również galaktyki karłowate, a także inne pomniejsze składniki przestrzeni kosmicznej, np. gromady kuliste, czyli drobne, niezwykle gęste skupienia tysięcy lub milionów gwiazd orbitujące wokół galaktyk. Również rozmaite odmiany opisanych typów galaktyk (np. galaktyki spiralne z poprzeczką lub bez poprzeczki, galaktyki eliptyczne „pudełkowate” lub „kuliste”) i różne struktury widoczne wewnątrz nich (np. zgrubienie centralne galaktyk spiralnych czy ich halo galaktyczne) wymagają wyjaśnienia w ramach danego modelu. Wszystkie wymienione zagadnienia są tematem licznych prac badawczych, jednak ujęcie zdobytych na tej drodze wyników w prosty, jednoznaczny model w rodzaju tego podanego powyżej jest niewykonalne: coraz bliższa analiza ujawnia coraz to nowe problemy.
Niewykluczone, że możliwa jest znaczna różnorodność indywidualnych historii i okoliczności formowania się galaktyk, dzięki czemu przedstawiciele danego typu morfologicznego mogą powstawać w różnych warunkach. Podejrzewa się więc np. że oddziaływanie pływowe dwóch zbliżających się do siebie galaktyk może spowodować oderwanie od nich masy gazu wystarczającej do uformowania nowej samodzielnej galaktyki, najprawdopodobniej karłowatej. Wiadomo też, że większość galaktyk posiada bogatą i złożoną historię powstawania ich populacji gwiazdowych: galaktyki pozornie „martwe” (pozbawione gazu) mogą nagle rozbłysnąć aktywnością gwiazdotwórczą, przyciągając ze swego otoczenia odpowiednią ilość materiału, np. „podkradając” go pobliskim galaktykom karłowatym. Mnogość scenariuszy jest trudna do wyobrażenia.
Warto podkreślić także istotność zagadnienia ciemnej materii, która stanowi wszakże większość masy galaktyk i tym samym musi odgrywać znaczącą rolę w ich ewolucji. Najczęściej przyjmuje się, że przestrzenny rozkład ciemnej materii odpowiada rozkładowi materii promieniującej, jednak trudno jest w tym przypadku przesadzać z ostrożnością: jest to utrudniającym badania faktem, że składnik galaktyk wywierający na ich rozwój decydujący grawitacyjnie wpływ nie był nigdy bezpośrednio zaobserwowany.